# Cirolana brocha
Cirolana brocha är en kräftdjursart som beskrevs av Bruce 1986. Cirolana brocha ingår i släktet Cirolana och familjen Cirolanidae. Inga underarter finns listade i Catalogue of Life.